# 위만조선
위만조선(衛滿朝鮮: 기원전 194년 ~ 기원전 108년) 또는 위씨조선(衛氏朝鮮)은 고조선의 마지막 왕조로, 기원전 194년 연나라에서 망명한 위만이 중화인들과 함께 역성혁명을 일으켜 번조선이자 기자조선의 마지막 왕인 기준을 속여 왕위를 찬탈하고, 기자조선을 빼앗으며 시작됐다.
위만조선은 중국계 유민과 토착민이 연합한 국가로 여긴다. 이들은 철기 문화를 적극적으로 수용하여 주변 지역을 활발히 정복하였고, 중계 무역으로 막대한 이익을 얻었다. 위만조선 세력이 성장하면서 진국과 한나라의 교역로를 가로막게 되었고, 이에 전한 무제는 기원전 109년 사신 섭하가 살해당한 것을 빌미로 대대적으로 침공하였다.
위만조선은 한나라와 1년간 전쟁 끝에 내분이 발생, 위만의 손자이자 위만조선 마지막 왕인 우거왕이 살해당하고, 그럼에도 끝까지 번조선을 지키고자한 성기가 주살되면서 왕검성은 함락되어 86년 존속으로  기원전 108년 멸망하고 한사군이 설치되었다. 또한, 건국자인 위만의 국적이나 지배 세력과 이주민, 유민과의 관계와 통치 방법에 관해서 이견이 있다.

## 역사

### 건국
중국에서 진나라가 망하고, 기원전 206년에 고조가 전한을 건국한 뒤 주위의 여러 나라에 공신(功臣)을 봉하여 제후를 삼았다. 이때에 노관은 연왕으로 옛 연나라 땅을 다스리게 되었다. 그러나 얼마 후 전한에서 주위의 제후들을 시기하여 제거하기 시작하자 연왕 노관은 미연에 화를 면하려고 반하여 흉노(융적) 쪽으로 도망하고 연은 한나라 군대에 점령당하게 되어 일시 혼란 상태에 빠지게 되었다.
《위지》(魏志)에 따르면, 이 틈에 연나라의 위만이 연의 영내에서 유민 천여 명을 이끌고 패수(浿水)를 건너서 조선에 들어와 조선왕 준(準)을 말하여 고공지(故空地)의 수비를 하겠다고 하였다.  준왕은 그를 믿고 박사(博士: 지방 장관직)를 삼아 서변 백 리의 땅을 봉하여 주었다. 그러나 위만은 이들 유망인을 통솔하고 그들과 결탁하여 자기 세력을 기른 다음, 하루는 준왕에게 사람을 보내어 거짓으로 한나라 병사가 십도로 쳐들어오니 들어가 왕을 호위하겠다고 하여 갑자기 군사를 몰아 준왕을 몰아내고, 스스로 왕위에 올라 위만조선을 건국한다. 이때를 《사기》(史記)에는 효혜고후시(孝惠高后時, 기원전 194년~ 기원전 180년)라고 하였다. 도읍은 이전의 조선과 마찬가지로 왕검성에 정했다.
이때 준왕은 남쪽의 진국 방면으로 망명하여 한왕(韓王)이 되었다고 한다. 위만은 《사기》 이하 《한서》 등에 모두 연인(燕人)이라고 되어 있다. 이에 관하여 최남선은 이를 국치(國恥)로 여기고, 위만조선을 한사군과 더불어 ‘지나인의 북새질’이라 규정하고, 위만의 왕위 찬탈을 ‘위만의 도둑질’이라고까지 하였다.

### 위만 시기
고조선의 지배자가 된 위만은 외국으로의 출정뿐만 아니라 나라 안을 다스리는 정비에도 힘을 써 왕위 세습권이 확립되었을 뿐 아니라 토착민의 회유에도 상당히 성공하였던 것으로 보인다. 위만 집권 초의 한나라도 건국 초기로 국가적인 체제가 견고하지 못하였으며 전부터 계속하여 침입하던 흉노에 대비하기가 급급하여 조선에 대한 정책은 대단히 소극적이었다. 그러나 조선의 정치적 변동은 인접한 요동군에 대하여 불안을 준 듯하여 요동 태수는 위만으로 하여금 한의 외신(外臣)이 될 것과 요동 새외(塞外)의 적이(狄夷)가 한의 변경을 침범치 못하게 할 것 그리고 적이의 제 군장(君長)이 한의 천자를 입현하려고 할 때 막지 말 것 등을 맹약하게 하고, 한제(漢帝)의 재가를 얻게하였다.
이로 말미암아 위만은 한으로부터 병력과 물자의 원조를 얻어 세력을 신장하였다. 특히 이웃의 작은 마을과 진번·임둔 등을 아울러 복속하여 영토가 수천리에 달하는 지역을 다스리게 되었고, 주위의 여러 씨족사회를 통합하여 갈등을 줄이고 정치의 안정을 도모했다.
진무 등이 남월과 조선이 병력을 장비하여 중국을 엿보고 있으니 이들을 치자고 주청한 사실로 보아 위만은 주위의 여러 씨족 사회를 통합하여 강력한 국가를 형성하고 기회가 오면 요동 방면으로 진출하여 패권을 잡아보려는 계획을 품었던 것이 아닌가 한다. 이와 같은 진무 등의 주장은 실현을 보지 못하였지만, 당시의 위만의 태도가 심상치 않았던 것을 짐작할 수 있다.
위만의 강성은 그 자체의 실력도 있었지만 이때 북아시아에 강대한 제국을 형성하였던 흉노 제국과 긴밀한 연락을 가지고 있었던 것도 사실이다. 위만의 아들 이름은 확실치 않으나 그의 손자는 우거왕이었다고 그 이름이 전한다.

### 우거 시기
우거왕 때는 중국 한 무제(기원전 140~87) 때에 해당하는 시기였다. 이때 중국은 사방을 침략하여 영토를 확장하고 있었다. 무제에게는 흉노가 가장 두려운 존재였던 것으로 여겨지며 흉노를 치기 위하여 장건을 대월지에 파견하여 동맹 관계를 맺으려고 한 것도 이때였다. 무제의 동방에 대한 조선 정책에는 흉노 세력을 견제하기 위한 방편도 있었을 것이다. 《한서》에는 “동이(東夷)의 예군(濊君) 남려(南閭) 등의 28만 인이 투항하였으므로 이곳에 창해군(蒼海郡)을 설치하였다.”라고 기록되어 있지만, 《후한서》에는 수년이 지나자 창해군을 혁파하였다고 하여 남려가 우거의 지배하에 있다가 한에 투항하였음을 보여 주고 있다.
한 무제는 그곳에 창해군을 설치하고 팽오(彭吳)를 시켜 이곳에 이르는 통로 개척을 명하였으나 공사비와 노동력이 막대하게 투입되는 사실 때문에 창해군이 설치된 지 3년 만인 기원전 126년에 혁파하고 말았다. 또 우거는 위만 때와 달리 한의 망명인을 포섭하고 세력을 양성하여 한에 대항하여 입현(入見)하지 않을 뿐더러 진번에 남접한 진국이 한에 입조하려는 것을 막고 통하지 못하게 하였으므로 드디어 문제가 되었다. 이것이 한의 동방침략의 한 구실이 되었던 것이다. 그리고 흉노가 위만조선과 동맹을 맺게 되면 한으로서는 큰 부담이 되지 않을 수 없었다.
그리하여 한 무제는 외교적 방법으로 우거의 거한 정책(拒漢政策)을 무마하려 하였다. 무제는 기원전 109년에 사신으로 섭하를 파견하여 설득시키려 하였으나 우거는 제의를 거절하고 종전의 태도를 굽히지 않았다. 한은 섭하를 요동군 동부도위(東部都尉)로 임명하였는데 조선은 이 소식을 듣고 군사를 일으켜 그를 살해하였다. 이 사건이 한 무제가 조선에 침략군을 일으킬 구실을 준 것이며, 한 무제의 근본 정책은 즉위하여 사방을 침략하고 영토를 확장하는 데 있었던 것이다.
한 무제는 죄인들을 모집하여 조선을 칠 준비를 하였다. 기원전 109년 가을에 이르러 육해로를 통하여 침략을 개시하였다. 양복이 발해를 거쳐 왕검성(王儉城)으로 쳐들어가는 수로군을 맡았고, 순체는 요동으로 출발하여 브라이언 浿水)에 이르는 육로군을 지휘하였던 것이다. 이러한 공격으로 온 육·수로 양군이 모두 무너지자 전쟁은 교착상태에 빠지게 되었고, 조선 정복이 불리한 국면으로 전개되자 한 무제는 다시 우거에게 평화적 방법을 제의하게 되었다. 위산(衛山)을 파견하여 화의를 교섭케 하였다. 우거도 태도를 바꾸어 화의에 동조하면서 화의 교섭에 응하고 태자를 파견하여 사례하는 뜻을 표하게 하였다. 그러나 1만여 명의 군사를 이끌고 회사길에 나선 태자가 패수를 건널 때 교섭사 위산과 순체는 태자의 호위군사의 무장을 해제하라고 요구하였고, 신변을 걱정한 태자는 도강을 중지하고 왕검성으로 돌아오니 화의는 결렬되었다. 이리하여 순체와 양복은 왕검성에 이르러 서북과 남쪽에 진을 치고 포위하였다. 하지만 순체와 양복은 주전론, 화의론으로 각기 그 의견이 엇갈려 전쟁은 끝날 것 같지 않았다.
한 무제는 위산의 평화 교섭 실패와 순체·양복 간의 불화로 인한 작전의 부진 등을 감안하여 현상 타개를 위한 방법으로 제남태수 공손수(公孫遂)를 현지에 파견하여 이 문제를 해결토록 하였다. 공손수가 전쟁터에 이르자 순체는 전날 양복의 소행을 들어 양복과 조선이 함께 아군을 멸할지도 모른다고 그의 의중을 밝히자 공손수는 순체의 말을 그대로 받아들여 양복을 잡아 가두고 수로군을 순체의 휘하에 병합시켜 작전의 일원화를 꾀하게 되었다. 그러나 공손수로부터 이러한 전말을 보고받은 무제는 공손수를 참형에 처하였다.
순체가 총공격을 감행하는 중에 왕검성 내의 조선 조정에서는 화·전 양파로 대립이 심각하여 주화파(主和派)는 집단적으로 이탈하거나 한군에게 투항하는 현상까지 일어나게 되었던 것 같다. 양복과 몰래 화의를 추진하던 일파로 보이는 한음·왕겹·노인은 모두 도망하여 한군에 투항하다가 노인은 중도에서 죽고 말았다. 이러한 지배층의 내분 때문에 전력은 약화되었고 기원전 108년 주화파로써 성내에 잔류하고 있던 이계상 삼은 사람을 시켜 우거왕을 죽이고 한군에 가서 항복하게 되었다.
우거왕 피살 후에도 왕검성의 저항은 완강하였다. 우거의 대신이었던 성기가 반격전을 펴 순체는 앞서 투항한 왕자 장항과 노인의 아들 최로 하여금 성내의 백성을 회유하게 하여 성기를 죽였다. 이렇게 하여 위만조선의 3대 80여 년 계속된 왕조는 막을 내리고 한은 한사군을 설치하게 되었다.

## 위만 조선의 국가적 개념
최근에는 위만 조선을 중앙 정치 조직을 갖춘 강력한 국가로 보고 있는데 이 때에는 '국가란 무엇인가'라는 개념 정의가 필요하다. 이것은 족장사회에 대한 논의와도 연결되는 문제이다.
국가에 대한 정의로써 마셜 살린스(M. Sahlins)는 무력의 합법적인 사용과 중앙집권화된 조직의 두 가지를 들고 있는데, 이것은 최근까지도 가장 공약수가 많은 견해이다. 켄트 플래너리(K. Flannary)는 위의 특징 외에 법률, 도시, 직업의 분화, 징병 제도, 세금 징수, 왕권, 사회 신분의 계층화 등을 들고 있는데 이러한 제 특징들이 위만 조선 관계 기사에도 나타나고 있는 것이다. 사기의 조선열전에는 직업적인 계급을 가진 중앙 관료 정부와 막강한 군사력, 계층화된 신분 조직, 행정 중심지로서의 왕검성, 왕권의 세습화 등의 요소가 모두 나타나고 있다. 이러한 위만 조선은 초기에 주위의 유이민 집단을 정복해 나가다 차츰 시간이 흐를수록 완벽한 국가 체제를 갖추었다고 볼 수 있다.

## 위만 조선의 국가적 성격
위만조선은 정복 국가로 보는 견해와 무역에 기초를 두고 성장한 국가로 보는 견해가 있는데, 최근에는 후자에 무게가 실리고 있다. 이에 의하면 변한, 진한, 마한, 왜, 예 등 철을 중심으로 하는 교역이 남부 지방에 행해지고 있을 때 위만 조선은 한반도 북쪽의 지리적인 요충지에 자리잡아 그 지리적 이점을 최대한으로 이용한 중심지 무역을 전개하면서 막대한 흑자를 보았다. 이를 토대로 국가를 성립시킴과 동시에 세력을 확장, 강화시켰다는 것이다.
당시의 무역로는 명도전의 출토지로 보아 난평-요양-무순-위원, 강계-평양이 될 것으로 추정되기도 하며, 산둥반도를 통하는 바닷길이 있었다고 추정되기도 한다.

## 역대 군주
1. 위만왕 (기원전 194년 ~ ?)
2. 불명 (? ~ ?)
3. 우거왕 (? ~ 기원전 108년, 위만의 손자)

## 같이 보기
- 고조선
- 위만
- 우거왕

## 참고 문헌
- 사마천 (기원전1~2세기). 〈권제115 조선열전(朝鮮列傳) / (漢文本)〉. 《사기》.
- 일연 (1281). 〈권제1 왕력 제일(王曆第一)편〉. 《삼국유사》.
- 김남중, 「위만조선의 지역별 주민구성과 통치방식」, 한국 고대사학회, 2003

- 고조선의 국가적 개념

- 유 엠 부찐저, 국사편찬위원회 번역, 「고조선1(노어 번역본)」, 1986
- 노태돈, 「단군과 고조선사」, 2000
- 김정배, 「한국 고대사 연구」, 1979
- 사마천, 「사기 中 조선열전」, 기원전 109~91

- 고조선의 국가적 성격

- 김정배, 「한국 고대사 연구」, 1979
- 조선민주주의 인민공화국 사회과학원 력사연구소, 「조선 유적 유물 도감」, 1989